# Guy Bertin
Guy Bertin (Aix-les-Bains, 25 november 1954) is een Frans voormalig motorcoureur. Hij is zesvoudig Grand Prix-winnaar in het wereldkampioenschap wegrace.

## Carrière
Bertin begon zijn internationale motorsportcarrière in 1977 in de 250 cc-klasse van het wereldkampioenschap wegrace op een Yamaha overwinning door Mario Lega gevolgd door Franco Uncini en Walter Villa. Een vijfde plaats in zijn thuisrace was zijn beste resultaat en hij werd met 11 punten achttiende in de eindstand. Ook reed hij in de 350 cc-klasse in Tsjecho-Slowakije, maar kwam hierin niet aan de finish. In 1978 reed hij opnieuw enkele races in beide klassen. In de 250 cc was een tiende plaats in Frankrijk zijn beste resultaat, waardoor hij met 1 punt op plaats 28 in het klassement eindigde. In de 350 cc behaalde hij zijn hoogste klassering met een zesde plaats in Finland en werd zo met 5 punten achttiende in het kampioenschap.
In 1979 reed Bertin voor Yamaha in vijf races van de 250 cc, waarin een vijfde plaats in Duitsland zijn enige finish was. Zodoende eindigde hij met 6 punten op plaats 24. Daarnaast debuteerde hij aan het eind van het jaar in de 125 cc-klasse op een Motobécane als vervanger van de geblesseerde Thierry Espié. In Groot-Brittannië eindigde hij al op het podium, voordat hij de laatste twee races in Tsjecho-Slowakije en Frankrijk wist te winnen. Met 40 punten werd hij zesde in het klassement. In 1980 reed hij een volledig seizoen in de 125 cc. Hij won races in Joegoslavië, Tsjecho-Slowakije en Duitsland en stond in Italië, de TT van Assen en in België op het podium. In alle andere races kwam hij echter niet aan de finish, waardoor hij met 81 punten tweede werd in de eindstand, achter Pier Paolo Bianchi. In 1981 won hij zijn laatste Grand Prix in Italië en behaalde hij podiumplaatsen in Frankrijk en Zweden. Met 40 punten werd hij zesde in het kampioenschap.
In 1982 stapte Bertin over naar het WK 500 cc, waarin hij op een Sanvenero reed. Dit was een weinig succesvol seizoen; hij scoorde geen punten en een veertiende plaats in België was zijn beste resultaat. In 1983 keerde hij terug naar de 250 cc, waar hij gedurende de rest van zijn WK-carrière in bleef rijden, op een MBA. Hij reed twee races, waarin een vijfde plaats in de TT van Assen zijn beste resultaat was. Dat jaar nam hij ook deel aan het FIM Endurance World Championship op een Honda. Samen met Dominique Sarron en Raymond Roche won hij de Bol d'Or. In 1984 reed hij vier races in het WK 250 cc, met een vierde plaats in Oostenrijk als hoogste klassering. Zodoende werd hij met 23 punten elfde in de eindstand.
In 1985 reed Bertin vier races in het WK 250 cc voor Malanca, maar verscheen slechts tweemaal aan de start. Een vijftiende plaats in België was zijn beste klassering en hij scoorde geen WK-punten. Wel won hij dat jaar, samen met Bernard Millet en Philippe Guichon, de 24 uur van Le Mans Moto voor Suzuki. In 1987 reed hij voor het eerst sinds 1982 een volledig WK-seizoen in de 250 cc voor Honda. Hij kwam enkel tot scoren met een tiende plaats in de Grand Prix der Naties en eindigde zo met 1 punt op plaats 25 in het klassement. In 1988 keerde hij terug naar Yamaha. Hij schreef zich in voor elf races, waarin hij zich zesmaal wist te kwalificeren. Een elfde plaats in België was zijn beste resultaat, waardoor hij met 5 punten op plaats 35 eindigde. Na dit seizoen beëindigde hij zijn internationale motorsportcarrière.